# Tines de l'Olla
Les tines de l'Olla és una obra del municipi del Pont de Vilomara i Rocafort (Bages) protegida com a bé cultural d'interès local.

## Descripció
La construcció se situa a la serra de Puig de Gili. És un conjunt format per cinc tines i dues barraques. Les cinc tines formen tres grups que es descriuen a continuació.
El primer grup, situat més a l'oest, és format per dues tines de planta circular. Els murs són fets amb pedra i morter de calç i l'interior és recobert de rajoles de ceràmica envernissada lleugerament corbades. La coberta és de volta amb pedres amorterades. A sobre de la coberta hi ha lloses més planes que formen una altra capa i finalment s'hi estén una capa de sorra i pedruscall. Els brocs de les dues tines es localitzen a l'interior d'una barraca comuna.
A dos metres hi ha el segon grup de tines. Són dues tines que formen un sol cos a l'interior del qual trobem els dos dipòsits amb planta rectangular. Els murs de la construcció són de pedra amorterada i els dipòsits estan revestits amb peces ceràmiques envernissades. Per accedir-hi hi ha una única porta. La coberta ha desaparegut. Els brocs quedaven protegits per un petit porxo.
La cinquena tina està construïda amb el mateix tipus de material que les altres i la part superior dels murs és de pedra sense material d'unió.
El conjunt de la construcció és interessant tot i que es troba deteriorat.
La primera barraca, que correspon a les dues primeres tines, és planta irregular i acull els brocs de les tines. La runa en cobreix l'interior. L'altra barraca és de planta rectangular, és de pedra seca i la coberta de falsa cúpula està enrunada.